# Timothy Geithner
Timothy Franz Geithner (ur. 18 sierpnia 1961) – polityk i ekonomista amerykański, przewodniczący Banku Rezerwy Federalnych w Nowym Jorku.
Znaczną część młodości spędził za granicą, w Zimbabwe, Indiach i Tajlandii, gdzie jego ojciec pracował dla USAID i w Ford Foundation.
Ukończył studia na wydziale studiów azjatyckich w Dartmouth College, posiada tytuł z ekonomii międzynarodowej Uniwersytetu Johnsa Hopkinsa w Baltimore.
Od listopada 2003 r. jako wiceszef komisji polityki pieniężnej Fedu kierował oddziałem w Nowym Jorku.
26 stycznia 2009 został zaprzysiężony przez wiceprezydenta Stanów Zjednoczonych Joe Bidena na stanowisko Sekretarza Skarbu Stanów Zjednoczonych w gabinecie Baracka Obamy.
Jest żonaty, ma dwójkę dzieci.